# African-American Film Critics Association Awards 2018
Ceremoniál 16. ročníku udílení cen asociace African-American Film Critics Association Awards se bude konat dne 6. února 2019 v Taglyan komplexu v Los Angeles. Vítězové byli oznámeni dne 11. prosince 2018.

## Vítězové a nominovaní

### Žebříček nejlepších deseti filmů
1. Black Panther
2. Kdyby ulice Beale mohla mluvit
3. Nenávist, kterou jsi probudil
4. Zrodila se hvězda
5. Quincy
6. Roma
7. Blindspotting
8. Favoritka
9. Sorry to Bother You
10. Vdovy

### Vítězové
- Nejlepší herec: John David Washington – BlacKkKlansman
- Nejlepší herečka: Regina Hall – Holky sobě
- Nejlepší režisér: Ryan Coogler – Black Panther
- Nejlepší komedie:
- Nejlepší scénář: Charlie Watchel, David Rabinowitz, Kevin Willmott a Spike Lee – BlacKkKlansman
- Nejlepší herec ve vedlejší roli: Russell Hornsby – Nenávist, kterou jsi probudil
- Nejlepší herečka ve vedlejší roli: Regina Kingová – Kdyby ulice Beale mohla mluvit
- Nejlepší nezávislý film: Kdyby ulice Beale mohla mluvit
- Nejlepší mezinárodní film: Roma
- Nejlepší animovaný film: Spider-Man: Paralelní světy
- Nejlepší dokument: Quincy
- Nejlepší skladba: „All The Stars“ – Black Panther
- Nejlepší nová média: Red Table Talk
- Nejlepší televizní komedie: Nesvá
- Nejlepší televizní drama: Queen Sugar
- Objev roku: Amandla Stenberg – Nenávist, kterou jsi probudil